# Град Прилеп в Българското възраждане
„Град Прилеп в Българското възраждане (1838 – 1878 год.)“ (изписване до 1945 година: „Градъ Прилѣпъ въ българското възраждане (1838 – 1878 год.)“) е книга на Христо Шалдев, излязла на български език в 1916 година в София. Книгата е резултат от проучванията на развитието на българските възрожденски борби в града, които Шалдев прави от 1908 до 1912 година, когато е главен български учител в Прилеп. Книгата е основен източник за българското възрожденско движение в големия западномакедонски град. Разделена е на три периода - първите две части са за църковното и за учебното дело в Прилеп до 1838 година. Следва история на Прилепската българска община от 1838 до 1858 г. и история на учебното дело през същия период. И накрая последните две, най-големи части са история на църковното и учебното дело в Прилеп от 1858 до 1878 година.